# Người Mỹ gốc Á
Người Mỹ gốc Á (tiếng Anh: Asian Americans) là người Mỹ gốc châu Á. Thuật ngữ này đề cập đến một nhóm dân tộc bao gồm các quần thể đa dạng, có nguồn gốc tổ tiên ở Đông Á, Đông Nam Á hoặc Nam Á, theo quy định của Cục điều tra dân số Hoa Kỳ. Điều này bao gồm những người chỉ ra (các) chủng tộc của họ trong cuộc điều tra là "châu Á" hoặc các mục báo cáo như "Ấn Độ, Thái Lan, Trung Quốc, Hong Kong, Đài Loan, Philippines, Triều Tiên, Pakistan, Nhật Bản, Việt Nam và các sắc tộc châu Á khác". Người Mỹ gốc Á không có tổ tiên khác bao gồm 5,4% dân số Hoa Kỳ, trong khi những người châu Á một mình và những người kết hợp với ít nhất một chủng tộc khác, chiếm 6,8%.
Mặc dù người di cư từ châu Á đã ở một phần của nước Mỹ hiện đại kể từ thế kỷ 17, việc di dân quy mô lớn đã không bắt đầu cho đến giữa thế kỷ 18. Luật nhập cư tự nhiên trong những năm 1880-1920 loại trừ các nhóm người gốc Châu Á khác nhau, cuối cùng cấm hầu hết người nhập cư châu Á đến Hoa Kỳ lục địa. Sau khi luật nhập cư được cải cách trong những năm 1940-60, bãi bỏ hạn ngạch xuất xứ quốc gia, nhập cư châu Á tăng nhanh. Phân tích của cuộc điều tra dân số năm 2010 đã chỉ ra rằng người Mỹ gốc Á là dân tộc thiểu số phát triển nhanh nhất hoặc dân tộc thiểu số ở Hoa Kỳ.